# 崔英一
崔 英一（チェ・ヨンイル、최영일、1966年4月25日 - ）は韓国慶尚南道南海郡降峴面出身の元サッカー選手。
1994年のW杯アメリカ大会、1998年のW杯フランス大会と2度のワールドカップに出場した。引退後は大韓サッカー協会副会長を務めていた。現在は東亜大学校サッカー部の監督を務めている。

## 経歴
1994年に韓国代表デビュー。1994 FIFAワールドカップ、1998 FIFAワールドカップにも出場した。韓国代表で56試合に出場した。
1997年のワールドカップアジア最終予選における日本との対戦時、ストッパーとして三浦知良を密着マーク、激しいチャージにより三浦は負傷した。

## 代表歴

### 出場大会
- 韓国代表
  - 1994 FIFAワールドカップ (グループリーグ敗退)
  - 1998 FIFAワールドカップ (グループリーグ敗退)

### 試合数
- 国際Aマッチ 56試合 0得点（1994年-1998年）[3]

| 韓国代表 | 国際Aマッチ | 国際Aマッチ |
| 年       | 出場        | 得点        |
| -------- | ----------- | ----------- |
| 1994     | 17          | 0           |
| 1995     | 4           | 0           |
| 1996     | 2           | 0           |
| 1997     | 22          | 0           |
| 1998     | 11          | 0           |
| 通算     | 56          | 0           |

## 個人タイトル
- Kリーグベストイレブン : 1993, 1995

## 脚註
1. ↑  “平壌での南北戦「冷ややかな雰囲気」　ホテルに缶詰め＝サッカー韓国代表帰国”. WOWOKOREA (2019年10月17日). 2023年5月5日閲覧。
2. ↑  “サッカー＝Ｗ杯予選で北朝鮮と対戦の韓国「戦争のようだった」”. ロイター通信 (2019年10月18日). 2023年5月5日閲覧。
3. 1 2 3  崔英一 - National-Football-Teams.com
4. ↑  “崔英一の名言”. SPORTIVA (2018年2月13日). 2023年5月5日閲覧。